# Abarés
Abarés é o nome dado pelos povos indígenas aos antigos sacerdotes católicos que realizaram ações missionárias no Brasil durante o século XVI.